# Млечкув
Млечкув (пол. Mleczków) — село в Польщі, у гміні Закшев Радомського повіту Мазовецького воєводства.
Населення — 715 осіб (2011).
У 1975—1998 роках село належало до Радомського воєводства.

## Демографія
Демографічна структура станом на 31 березня 2011 року:
|          | Загалом | Допрацездатний вік | Працездатний вік | Постпрацездатний вік |
| -------- | ------- | ------------------ | ---------------- | -------------------- |
| Чоловіки | 347     | 80                 | 250              | 17                   |
| Жінки    | 368     | 94                 | 224              | 50                   |
| Разом    | 715     | 174                | 474              | 67                   |